# Федосеєва-Шукшина Лідія Миколаївна
Лі́дія Микола́ївна Федосе́єва-Шукшина́ (рос. Ли́дия Никола́евна Федосе́ева-Шукшина́; нар. 25 вересня 1938, Ленінград, РРФСР) — радянська і російська акторка. Народна артистка РРФСР (1984).

## Життєпис
Народилася 25 вересня 1938 року в Ленінграді. У сім'ї Федосєєва було троє дітей. Крім Лідії, були ще двоє синів. Сім'я жила досить бідно, оскільки працював один батько. Часом на сніданок, обід і вечерю була тільки варена картопля без масла та хліба. У Лідії Миколаївни завжди були дуже теплі стосунки з матір'ю. Саме вона допомогла свого часу пережити акторці смерть чоловіка.
1964 року закінчила Всесоюзний державний інститут кінематографії (майстерня С. Герасимова й Т. Макарової).
Свою першу роль Федосеєва-Шукшина зіграла в картині режисера А. Граніка «Максим Перепелиця». Але ні глядачі, ні критики практично не помітили молоду лаборантку у виконанні акторки: їхню увагу повністю поглинула гра Леоніда Бикова. Індивідуальність акторки проявилася головним чином лише в кінці п'ятдесятих років, коли вона зіграла студентку Таню у фільмі «Ровесниці» (1959).
Коли Федосєєва дізналася, що її партнером по фільму «Яке воно, море?» буде Василь Шукшин (він повинен був зіграти роль колишнього кримінальника, матроса Жорку), вона засмутилася. У кінематографічному середовищі ходили розмови про його п'яні загули, тому нічого хорошого від зустрічі з ним акторка не чекала. Був навіть момент, коли вона попросила режисера підшукати, поки не пізно, заміну Шукшину. Але режисер запевнив її, що все буде нормально.
Після смерті чоловіка (вони прожили разом тільки 10 років) акторка взяла подвійне прізвище й тепер відома тільки як Федосєєва-Шукшина. Вона стала працювати в Театрі-студії кіноактора в Москві й дуже багато знімалася: фільми з її участю виходили практично щороку.
З 20 листопада 2018 року одружена з музичним продюсером Барі Алібасовим.

## Фільмографія
Знімалась у фільмах:
- «Максим Перепелиця» (1955)
- «Два капітани» (1956, асистентка Жукова)
- «До Чорного моря» (1958, Настя)
- «Однолітки» (1959, Таня)
- «Калина червона» (Люба Байкалова)
- «Вони воювали за Батьківщину» (1975, Глаша)
- «12 стільців» (1976, мадам Грицацуєва)
- «Не залишай» (королева Флора)
- «Маленькі трагедії» (1979, літня дама)
- «Гарно жити не заборониш» (1982, Вікторія Василівна Федяєва)
- «Демідови» (1983, Анна Іоанівна)
- «По головній вулиці з оркестром» (1986, Муравіна)
- Телесеріал «Петербурзькі таємниці» (1994, 48 а).

Грала в українських кінокартинах:
- «Катя-Катюша» (1959, Діна)
- «Люди моєї долини» (1960, Василина)
- «Врятуйте наші душі» (1960, Леся Гордієнко)
- «І завтра жити» (1987, т/ф, 2 а)
- «Вірний Руслан (Історія вартового собаки)» (1992, тітка Стюра)
- «Жіноча інтуїція 2» (2005, Елеонора Михайлівна).

## Родина
У першому шлюбі з актором В'ячеславом Вороніним народила дочку Анастасію.
У другому шлюбі з письменником, режисером, актором Василем Шукшиним (вдова), народила двох доньок — Марію та Ольгу. Марія — відома акторка та телеведуча, заслужена артистка Росії. Ольга — також акторка, що більше зосереджена на літературній кар'єрі.
Третій шлюб — з кінооператором Михайлом Аграновичем, четвертий — з польським художником Мареком Межеєвським.
20 листопада 2018 року, у 80-річному віці, одружилася зі 71-річним музичним продюсером Барі Алібасовим.